# Dynastie Malla
La dynastie des Malla est une lignée de rois ayant régné sur le Népal, plus précisément sur et autour de la vallée de Katmandou, de 1201 ap.J.C  à 1769.

## Histoire
Kathmandou, Patan (district de Lalitpur) et Bhaktapur, correspondaient, au haut Moyen Âge (XVIe siècle - XVIIIe siècle) à trois anciens petits royaumes dominés par la dynastie Malla.
Les éléments défensifs (murailles percées de portes) de la ville néwar de Kathmandou sont démantelés lorsque les armées de Prithvi Narayan annexent les royaumes Malla, en 1768-69.

## Rois Malla de la vallée de Katmandou
1. Ari Deva c.1201 - 1216
2. Abhaya Malla c.1216 - 1235
3. Ranasura c.1216
4. Jayadeva Malla c.1235 - 1258
5. Jayabhima Deva c.1258 - 1271
6. Jayasimha Malla c.1271 - 1274
7. Ananta Malla c.1274 - 1310
8. Jayananada Deva c.1310 - 1320
9. Jayari Malla c.1320 - 1344
10. Jayarudra Malla c.1320 - 1326
11. Jayaraja Deva c.1347 - 1361
12. Jayarjuna Malla c.1361 - 1382
13. Jayasthiti Malla (en) c.1382 - 1395
14. Jayajyotir Malla c.1395 - 1428
15. Jayakiti Malla c.1395 - 1403
16. Jayadharma Malla c.1395 - 1408
17. Jayayakshya Malla c.1428 - 1482

## Rois Malla de Kantipur
1. Ratna Malla 1482 - 1520
2. Surya Malla 1520 - 1530
3. Amara Malla 1530 - 1538
4. Narendra Malla 1538 - 1560
5. Mahendra Malla 1560–1574
6. Sadashiva Malla 1574–1583
7. Shivasimha Malla 1583–1620
8. Lakshminarasimha Malla 1620 - 1641
9. Pratapa Malla 1641–1674
10. Chakravartendra Malla 1669
11. Mahipatendra Malla 1670
12. Jayanripendra Malla 1674–1680
13. Parthivendra Malla 1680–1687
14. Bhupalendra Malla 1687–1700
15. Bhaskara Malla 1700–1714
16. Mahendrasimha Malla 1714–1722
17. Jagajjaya Malla 1722–1736

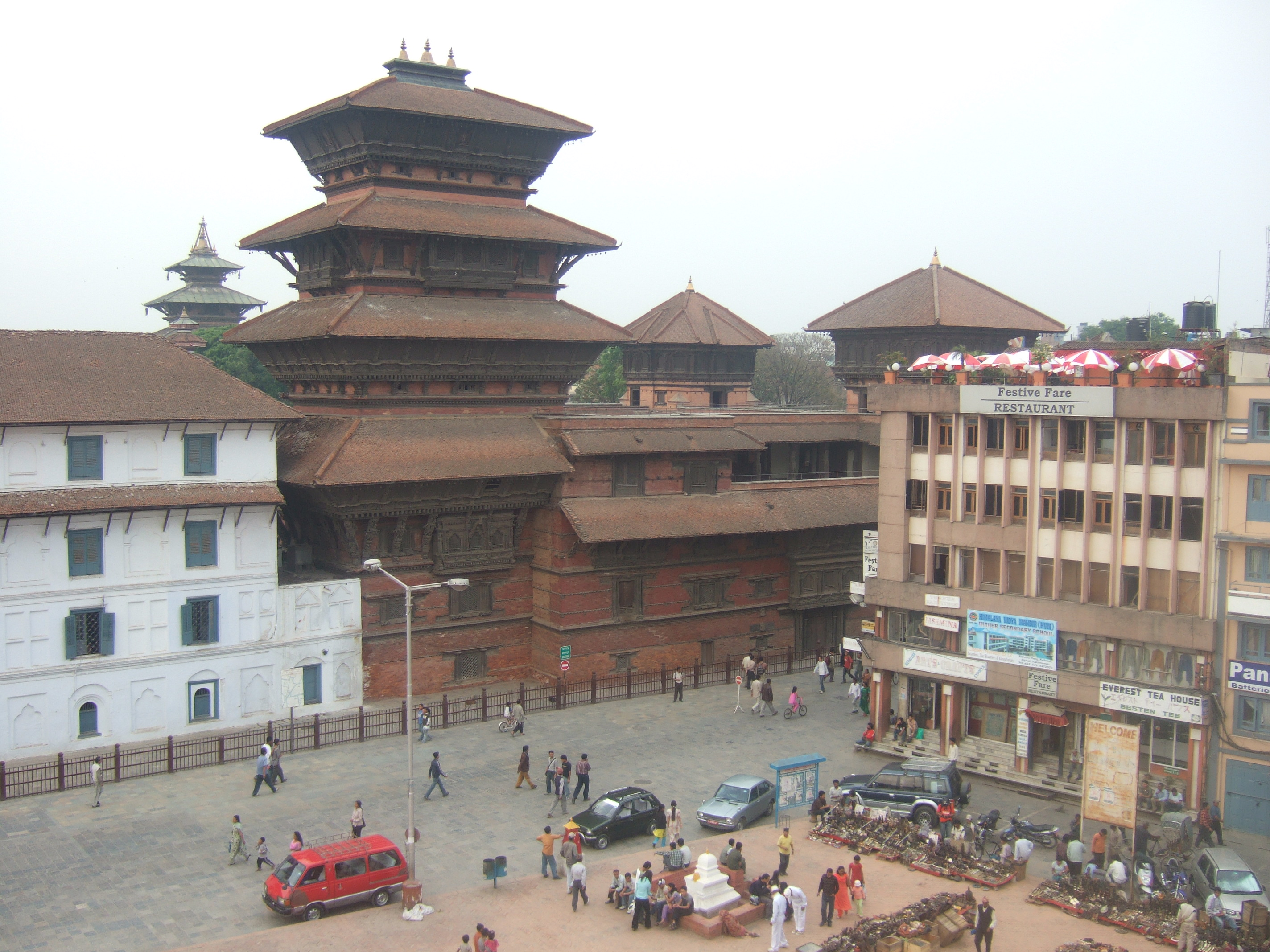
Ancien palais royal à Katmandou (Kantipur)

18. Jaya Prakash Malla 1736–1746, 1750–1768
19. Jyoti Prakash Malla 1746–1750

## Rois Malla de Lalitpur
1. Purandara Simha c.1580 - 1600
2. Harihara Simha c.1600 - 1609

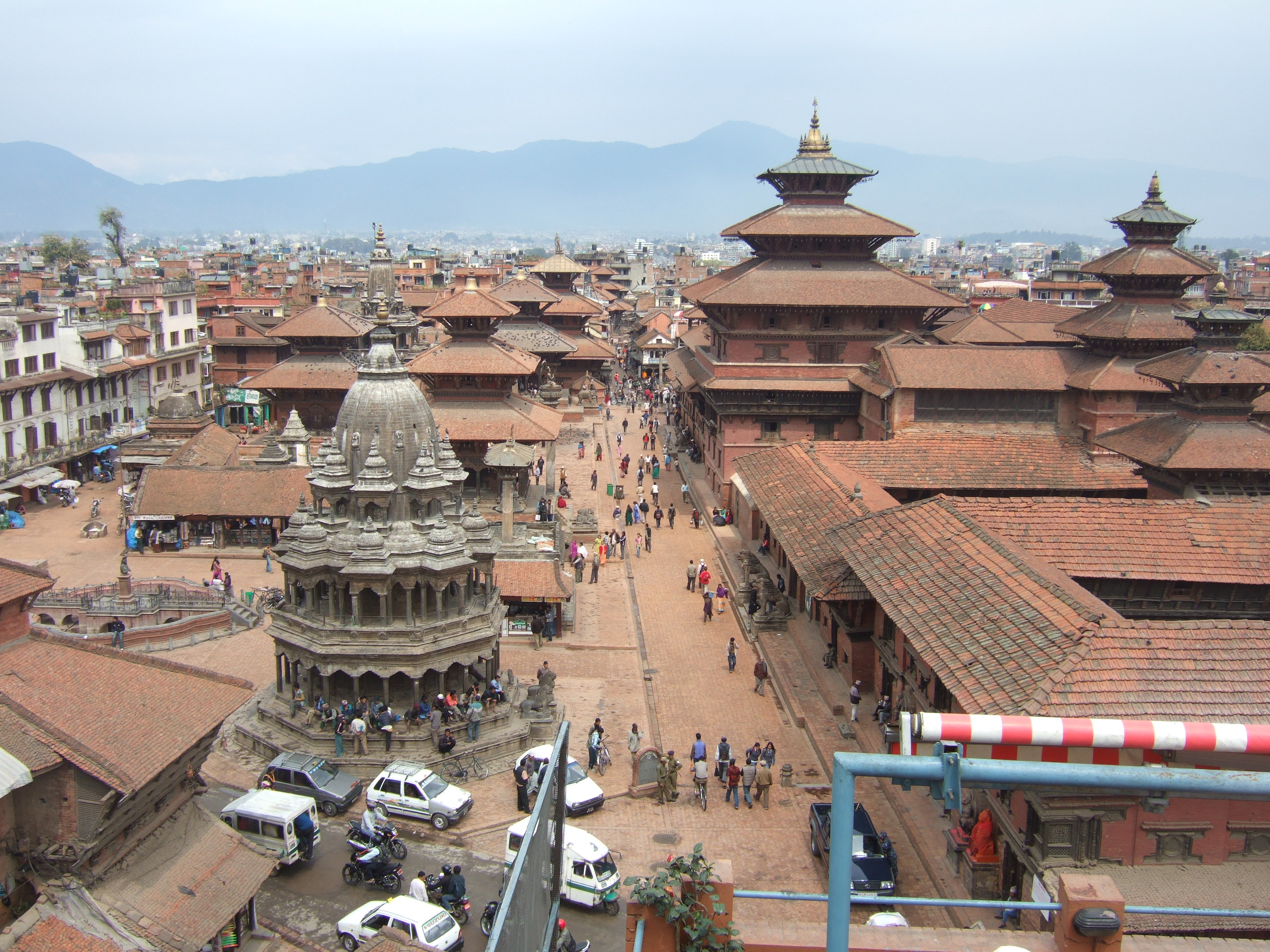
Palais royal et temples hindous à Patan (Lalitpur)

3. Shiva Simha (raja de Kantipur) 1609 - 1620
4. Siddhi Narasimha 1620 - 1661
5. Srinivasa Malla 1661 - 1685
6. Yoga Narendra Malla 1685–1705
7. Loka Prakash Malla 1705–1706
8. Indra Malla (Purandara Malla) 1706–1709
9. Vira Narasimha Malla 1709
10. Vira Mahindra Malla 1709–1715
11. Riddhi Narasimha 1715–1717
12. Mahindra Simha (raja de Kantipur) 1717–1722
13. Yoga Prakash Malla 1722–1729
14. Vishnu Malla 1729–1745
15. Rajya Prakash Malla 1745–1758
16. Vishvajit Malla 1758–1760
17. Jaya Prakash Malla (raja de Kantipur) 1760–1761, 1763–1764
18. Ranajit Malla (raja de Bhaktapur) 1762–1763
19. Dala Mardan Shah 1764–1765
20. Tej Narasimha Malla 1765–1768

## Rois Malla de Bhaktapur
1. Raya Malla 1482 - 1519
2. Prana Malla 1519 - 1547
3. Vishva Malla 1547 - 1560
4. Trailokya Malla 1560–1613
5. Jagajjyoti Malla 1613–1637
6. Naresha Malla 1637–1644
7. Jagat Prakasha Malla 1644–1673
8. Jitamitra Malla 1673–1696
9. Bhupatindra Malla 1696–1722
10. Ranajit Malla 1722–1769